# Петар Михајловић
Петар Михајловић (Крагујевац, 1979) српски је књижевник и сценариста.

## Биографија
Студирао је медицину, затим стигао до треће године права а онда дипломирао драматургију на Факултету Драмских Уметности у Београду.
Стално је запослен и у Југословенској кинотеци.
Живи и ради у Београду.

## Дела

### Књижевност
Издао је збирку кратких прича „Серијски самоубица” (2000), романе „Ништа” (2013) и „Ојмајкон” (треба да изађе) и књигу прича „Нико” (2018).

### Позориште
За текст драме „Само не у Швајцарску” добио је награду „Слободан Селенић”, а за драму „Радничка хроника” Стеријину награду на конкурсу за оригинални домаћи драмски текст. По његовом тексту су реализоване  позоришне представе: „Гавран” (2004), „Писати скалпелом” (2006), „Радничка хроника” (2010), „Швајцарска” (2017), „Двеста” (2018) и више од 15 радио драма, радио минијатура и кратких играних филмова.
Издао је књигу драма Тријумф смрти: драме (2021).

### Сценаристика
Писао је сценарио за више играних дугометражних филмова и ТВ серија.
Најпознатији је као сценариста филма Јужни ветар из 2018. и истоимене популарне ТВ серије из 2020.
- 2012—2014. — Фолк (ТВ серија)
- 2016. — Сумњива лица
- 2018. — Јужни ветар (филм)
- 2021. — Јужни ветар 2
- 2020. —2023. Јужни ветар (ТВ серија)
- 2023. — Пад (ТВ серија)
- 2024. — Јужни ветар 3